# Барби (Саксонија-Анхалт)
Барби (њем. Barby) град је у њемачкој савезној држави Саксонија-Анхалт. Једно је од 21 општинског средишта округа Салцланд. Према процјени из 2010. у граду је живјело 9.015 становника. Посједује регионалну шифру (AGS) 15089026, NUTS (DEE0C) и LOCODE (DE BBY) код.

## Географски и демографски подаци
Барби се налази у савезној држави Саксонија-Анхалт у округу Салцланд. Град се налази на надморској висини од 51 метра. Површина општине износи 149,0 km². У самом граду је, према процјени из 2010. године, живјело 9.015 становника. Просјечна густина становништва износи 60 становника/km².